# Vũ Hiển
Vũ Hiển (1914–2008) là Đại tá Quân đội nhân dân Việt Nam, quyền Đại đoàn trưởng Đại đoàn 351, một trong những chỉ huy đầu tiên của binh chủng pháo binh Quân đội nhân dân Việt Nam.

## Thân thế
Vũ Hiển tên thật là Phùng Văn Liễn, từng đi lính cho chính quyền thực dân đến chức Đội. Về sau ông đào ngũ theo cách mạng.

## Binh nghiệp
Tháng 4 năm 1945, Vũ Hiển gia nhập Việt Nam Tuyên truyền Giải phóng quân. Trong đơn vị của ông có khoảng hơn mười người cũng là lính thuộc địa thoát ly.
Năm 1946, do là số ít cán bộ có trình độ về quân sự, ông được điều về Khu 3 làm Phó tư lệnh, dưới sự lãnh đạo của Khu trưởng Hoàng Minh Thảo và Chính ủy Lê Quang Hòa. Năm sau (1947), ông được bổ nhiệm làm Tham mưu trưởng Khu 10, dưới sự lãnh đạo của Khu trưởng Lê Trọng Tấn, Chính ủy Tạ Xuân Thu.
Tháng 10 năm 1947, quân đội viễn chinh Pháp mở Cuộc hành quân Léa chia thành ba đường tấn công căn cứ địa Việt Bắc nhằm tiêu diệt đầu não chính quyền kháng chiến. Trong đó, cánh quân thủy do Trung tá Pierre Communal chỉ huy hành quân từ sông Đà qua Bạch Hạc tiến vào sông Lô nhằm chiếm đóng Phủ Đoan, Chiêm Hóa.
Rút kinh nghiệm sau bốn lần giao tranh với đoàn tàu của Pháp, Bộ tư lệnh Khu 10 đã họp chỉ định Tham mưu trưởng Vũ Hiển làm Chỉ huy trưởng trận đánh trên sông Lô, phó Ban pháo binh Doãn Tuế làm đốc chiến, Tham mưu phó Phạm Đức Hóa tham gia chỉ huy. Lực lượng gồm: Trung đội pháo 200 do Trung đội trưởng Lê Hộ, Trung đội phó Trần Thái Quang; Trung đội pháo 75 do Trung đội trưởng Lê Văn Canh chỉ huy; một Tiểu đoàn bộ binh do Tiểu đoàn trưởng Vũ Lập chỉ huy. Trưa ngày 24 tháng 10, lực lượng quân Pháp gồm 5 tàu chiến và 6 máy bay yểm trợ ngược dòng hành quân. Lực lượng pháo binh dưới sự chỉ huy của Vũ Hiển với chủ trương "đặt gần, bắn thẳng, ngắm qua nòng" đã bắn chìm 2 tàu, bắn hỏng 2 tàu, tiêu diệt và bắt sống khoảng 350 quân địch.
Sau trận thắng sông Lô, năm 1948, ông được điều về Bộ Tổng tham mưu, giữ chức vụ Trưởng phòng Tác chiến, kiêm quyền Tổng tham mưu phó Quân đội quốc gia Việt Nam (sau đó đổi tên thành Quân đội nhân dân Việt Nam). Ngày 19 tháng 2 năm 1948, ông được thụ phong quân hàm Đại tá hạng Nhất.
Ngày 26 tháng 5 năm 1948, Đại tá Vũ Hiển được điều động làm Liên khu phó Liên khu 10 kiêm quyền Tổng tham mưu phó, dưới quyền Liên khu trưởng Bằng Giang. Ngày 2 tháng 8 năm 1949, Đại tá Vũ Hiển được bổ nhiệm giữ chức Phó tư lệnh Liên khu 3 thay Đại tá Hoàng Minh Thảo.
Ngày 27 tháng 3 năm 1951, Bộ Tổng tư lệnh ra quyết định thành lập Đại đoàn công pháo 351, là đơn vị cấp Đại đoàn đầu tiên của lực lượng pháo binh. Đại tá Vũ Hiển được điều động giữ chức Đại đoàn phó, quyền Đại đoàn trưởng Đại đoàn 351, đồng thời tham gia Đảng ủy Đại đoàn. Bộ tư lệnh Đại đoàn còn có Chính ủy Phạm Ngọc Mậu, Tham mưu trưởng Phan Phác, Chủ nhiệm Chính trị Lê Ngọc Quang và Chủ nhiệm Hậu cần Đặng Văn Thức.
Tháng 10 năm 1952, Quân đội nhân dân Việt Nam mở Chiến dịch Tây Bắc tiến công bốn tỉnh Lai Châu, Sơn La, Lào Cai, Yên Bái. Ngày 5 tháng 11, Quân đội Pháp mở Cuộc hành quân Lorraine vào Phú Thọ hòng cứu viện. Ngày 17 tháng 11, Bộ Tổng tư lệnh thành lập Ban chỉ huy Mặt trận Phú Thọ, gồm quyển Đại đoàn trưởng Vũ Hiển làm Chỉ huy trưởng, Cục trưởng Cục Dân quân Trần Mạnh Quỳ làm Chính ủy. Quân đội nhân dân Việt Nam đã đánh bại Cuộc hành quân của Pháp, tiêu diệt và bắt sống nhiều quân địch.
Năm 1953, Đại tá Vũ Hiển rời chức vụ quyền Đại đoàn trưởng Đại đoàn 351, thay bằng Đại tá Đào Văn Trường.
Năm 1954, ông giữ chức Cục trưởng Cục Văn hóa thuộc Bộ Tổng tham mưu.

## Cuối đời
Năm 1959, ông rời khỏi quân đội, giữ chức Phó Vụ trưởng Vụ Xây dựng Công trình thuộc Bộ Thủy lợi. Trong thời gian này, ông tham gia xây dựng cống Xuân Quan và nhiều công trình khác thuộc công trình Bắc Hưng Hải.
Năm 1971, ông nghỉ hưu và mất năm 2008.

## Nhận xét
- Các đồng chí thủ trưởng Cục như đồng chí Hà Văn Lâu, Vũ Hiển, Trần Văn Quang, Đỗ Đức Kiên... đều được cán bộ, chiến sĩ rất tôn trọng và khâm phục về đức độ, tài năng.[1]